# Postbank
Postbank ist eine Marke sowie Zweigniederlassung der Deutschen Bank. Schwerpunkt ist das standardisierte Privatkundengeschäft.
Die Postbank ging in der zweiten Postreform von 1994 mit dem Poststrukturgesetz als eines von drei Unternehmen aus der Privatisierung der Deutschen Bundespost hervor, einem vormaligen nicht rechtsfähigen Sondervermögen des Bundes. Als Deutsche Postbank AG war sie Rechtsnachfolgerin des im Rahmen der ersten Postreform von 1989 aus den Postgiro- und Postsparkassenämtern gebildeten staatlichen Unternehmens Deutsche Bundespost Postbank.
Von 2009 bis 2015 wurde die Postbank nach und nach von der Deutschen Bank übernommen und 2018 auf die DB Privat- und Firmenkundenbank verschmolzen, die ihrerseits am 15. Mai 2020 in der Deutsche Bank AG aufging, die damit auch durch Verordnung zum Postnachfolgeunternehmen wurde. Sie galt bis zur Verschmelzung auf die Deutsche Bank als Hausbank der Deutsche Post AG.

## Geschichte

### Anfänge
1909 wurde der Postscheckdienst im Deutschen Reich eingeführt. Hintergrund war die Notwendigkeit eines reichsweiten bargeldlosen Zahlungsverkehrs, den das vorhandene Bankwesen seinerzeit nicht anbot. Jeder hatte Anspruch auf ein Postscheckkonto, von dem aus bargeldlose Zahlungen getätigt werden konnten. Überweisungen, Scheckeinreichungen und Kontoauszüge wurden mit der Post versandt, sodass außer für Barein- und -auszahlungen kein Filialnetz notwendig war. Insofern war die Postbank als Rechtsnachfolger der Postscheckämter die älteste Direktbank Deutschlands.
Ein Postsparkassendienst war bereits 1883 in Österreich gegründet worden und wurde am 2. Januar 1939 als Folge der Vereinigung Österreichs mit dem Deutschen Reich im März 1938 reichsweit eingeführt. Ein Sparer konnte an allen deutschen Postämtern Einzahlungen leisten und sich Geld auszahlen lassen. Die Möglichkeit der Auszahlung wurde nach dem Zweiten Weltkrieg sukzessive auf weitere europäische Länder ausgedehnt, sodass man sich kostenfrei Geld vom Postsparbuch in Landeswährung auszahlen lassen konnte.
Mitte der 1980er Jahre wurde der Postscheckdienst in den zeitgemäßen Begriff Postgirodienst umbenannt, da der alte Begriff erklärungsbedürftig war und Nachteile im Zuge der zunehmenden Konkurrenz im Geschäft mit Girokonten der Banken einbrachte. Damals war auch eine Überziehung des Kontos (Kontokorrentkredit) grundsätzlich nicht möglich, allenfalls ein negativer Saldo von 500 bis maximal 1000 DM wurde geduldet. Lediglich für Bedienstete der Deutschen Bundespost stand durch Kooperation mit den Post-, Spar- und Darlehnsvereinen ein Dispositionskreditrahmen zur Verfügung.
Die Postbank gehört zu den Pionieren des Onlinebankings. Sie begann zunächst 1983 mit einem Versuch über Bildschirmtext. In den Folgejahren wurde das Onlinebanking unter T-Online weitergeführt.

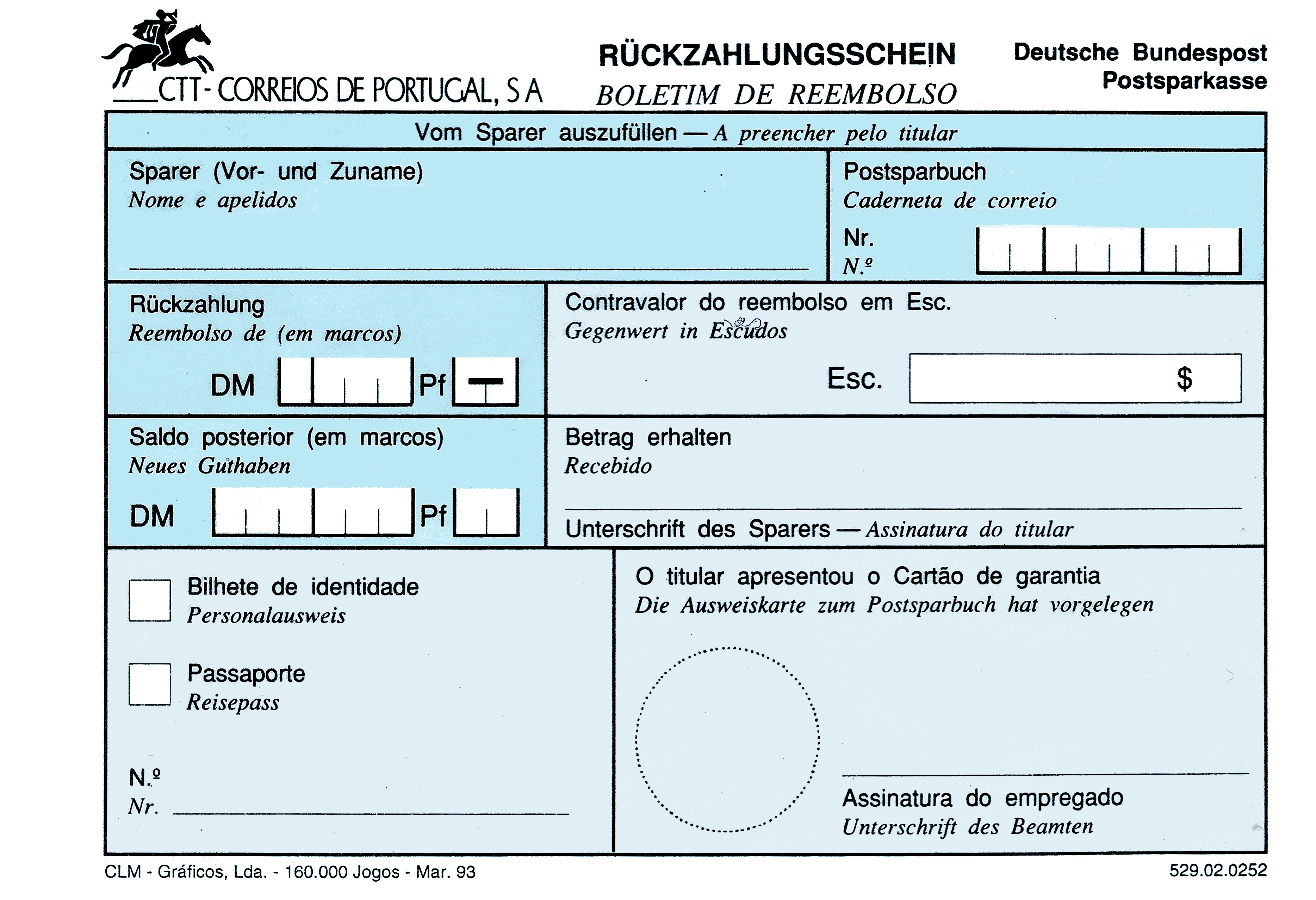
Zweisprachiger Postspar-Rückzahlungsschein (Portugal)

### Postreformen
Mit Wirkung zum 1. Juli 1989 wurde die Deutsche Bundespost kraft Poststrukturgesetz im Zug der ersten Postreform in drei eigenständig am Markt auftretende öffentliche Unternehmen (Teilsondervermögen) aufgegliedert. Die Postbank firmierte danach unter dem Namen Deutsche Bundespost POSTBANK (kurz DBP Postbank) und nahm am 1. Januar 1990 die Geschäftstätigkeit auf. Sie wickelte weiterhin Postsparkassen- und Postscheckdienst über die Postämter ab.
Im Rahmen der zweiten Postreform von 1994 wurden die drei Unternehmen der Bundespost in Aktiengesellschaften umgewandelt und die Bundespost aufgelöst. Am 2. Januar 1995 erlangte die Deutsche Postbank AG als Nachfolgeunternehmen der DBP Postbank die Selbstständigkeit und die Vollbanklizenz, wodurch die Postbank neue Geschäftsfelder im Kredit- und Wertpapierbereich erschließen durfte.

### Deutsche Postbank AG

#### Erwerb durch Deutsche Post

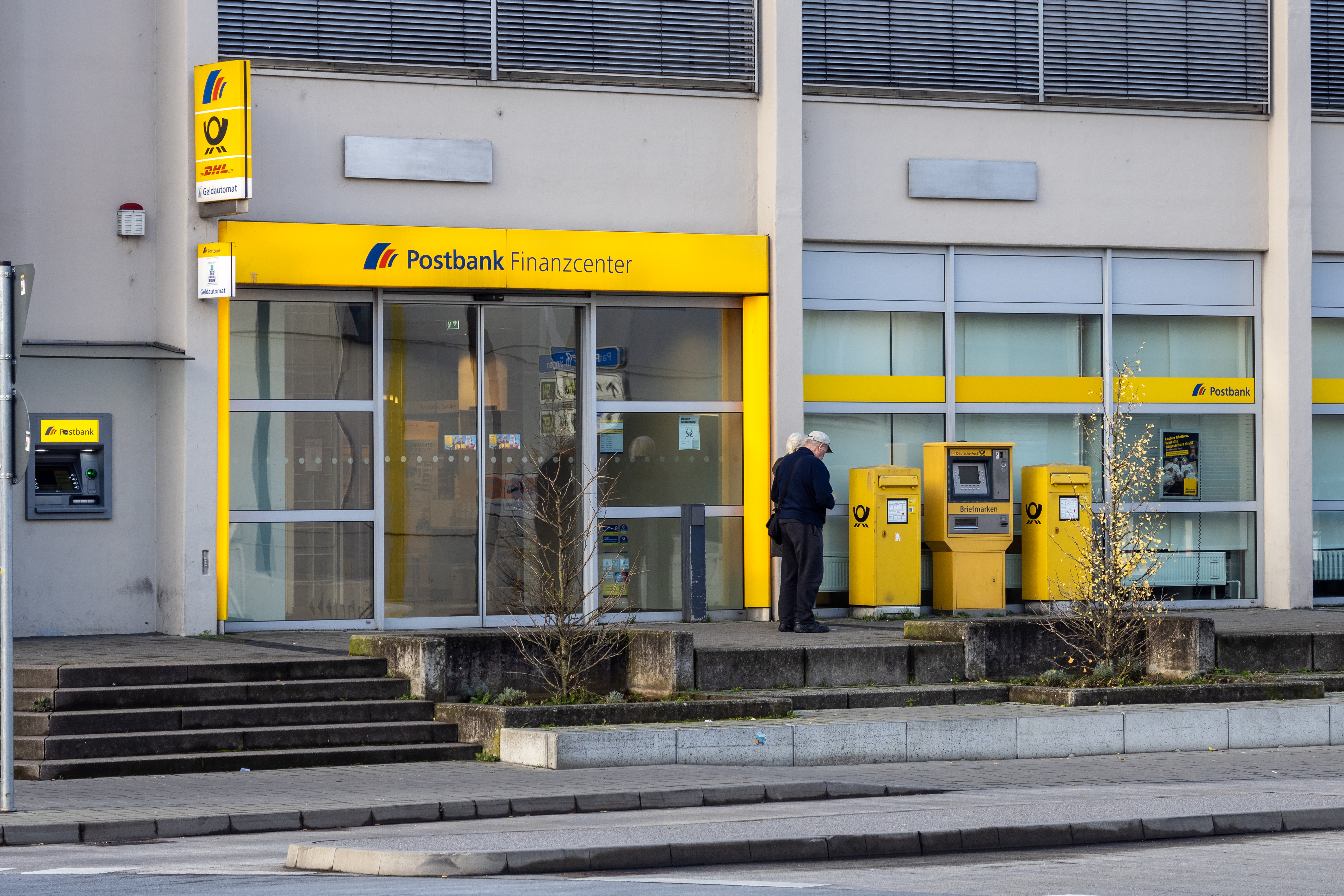
Postbank Finanzcenter in Singen (Hohentwiel) nebst Post und DHL

1999 erwarb die Deutsche Post AG die Postbank von der Bundesrepublik Deutschland. 2000 erwarb die Postbank die DSL Bank. 2001 gründete die Postbank die PB Factoring und stieg damit ins Factoring ein.
Da die Auszahlung von Postsparguthaben im Ausland aufwendig war (zweisprachige Vordrucke mussten erstellt und nebst entsprechenden Anleitungen an ausländische Poststellen verteilt werden), wurde sie nach Einführung der Sparcard (s. u.) durch eine weltweite Gültigkeit derselben ersetzt.
Ab dem 1. Januar 2004 übernahm die Postbank die Abwicklung des Zahlungsverkehrs für die Deutsche Bank und die Dresdner Bank und lagerte sie in die Betriebs-Center für Banken (BCB) aus.

#### Börsengang

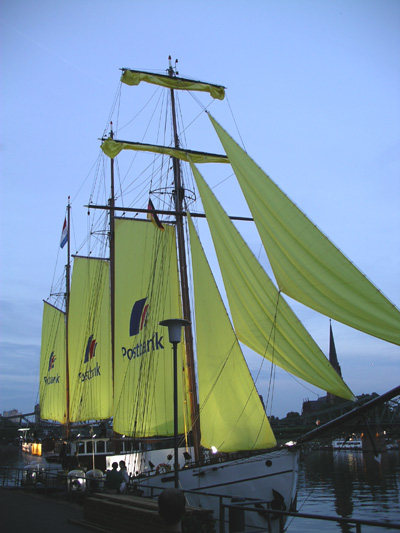
Werbeaktion der Postbank anlässlich ihres Börsengangs im Juni 2004

Am 6. Mai 2004 teilte der damalige Vorstandsvorsitzende der Deutschen Post AG (Eigentümer der Postbank) Klaus Zumwinkel mit, dass die Postbank am 21. Juni 2004 an die Börse gehen und bis zu 50 Prozent minus einer Aktie der Postbank verkauft werde. Die in der ersten Bookbuilding-Phase am 6. Juni festgesetzte Preisspanne von 31,50 bis 36,50 Euro wurde am 19. Juni auf 28,00 bis 32,00 Euro aufgrund der geringen Nachfrage geändert und der Börsengang auf den 23. Juni verschoben.
2005 wurde die Übernahme der BHW Holding AG eingeleitet. Am 21. März 2005 übernahm die Postbank 9,2 % der Anteile an der BHW Holding AG von der Ergo Versicherungsgruppe. Am 25. Oktober wurde mit der Beteiligungsgesellschaft der Gewerkschaften (BGAG) und dem dbb (Beamtenbund) ein Vertrag zur Übernahme von weiteren 76,4 % Anteilen an der BHW Holding AG abgeschlossen. Dieser Vertrag wurde am 2. Januar 2006 vollzogen, womit die Postbank 91,04 % der Anteile hielt und damit den BHW-Konzern erfolgreich übernahm.
Anfang 2007 wurde die Postbank Vertriebsakademie GmbH als jüngstes Tochterunternehmen der Postbank gegründet. Damit bündelte sie die Bildungsaktivitäten an zentraler Stelle und stellte die Qualifikation der Berater sicher. Auf Grund der Ausweitungen des Weiterbildungsschwerpunktes auch auf Themen jenseits des Vertriebs erfolgte im Juli 2010 die Umbenennung in Postbank Akademie und Service GmbH.
Die Aktie der Deutschen Postbank wurde vom 18. September 2006 bis 20. März 2009 im DAX und anschließend bis 9. Dezember 2010 im MDAX gelistet.
Im November 2008 wurden im Rahmen einer Kapitalerhöhung 54,8 Millionen neue Aktien ausgegeben. Der Bruttoemissionserlös betrug rund eine Milliarde Euro. Die neuen Aktien wurden zu 99,3 % von der Deutschen Post AG übernommen, die damit ihren Anteil an der Postbank AG auf etwa 62,3 % steigerte.

#### Übernahme durch Deutsche Bank

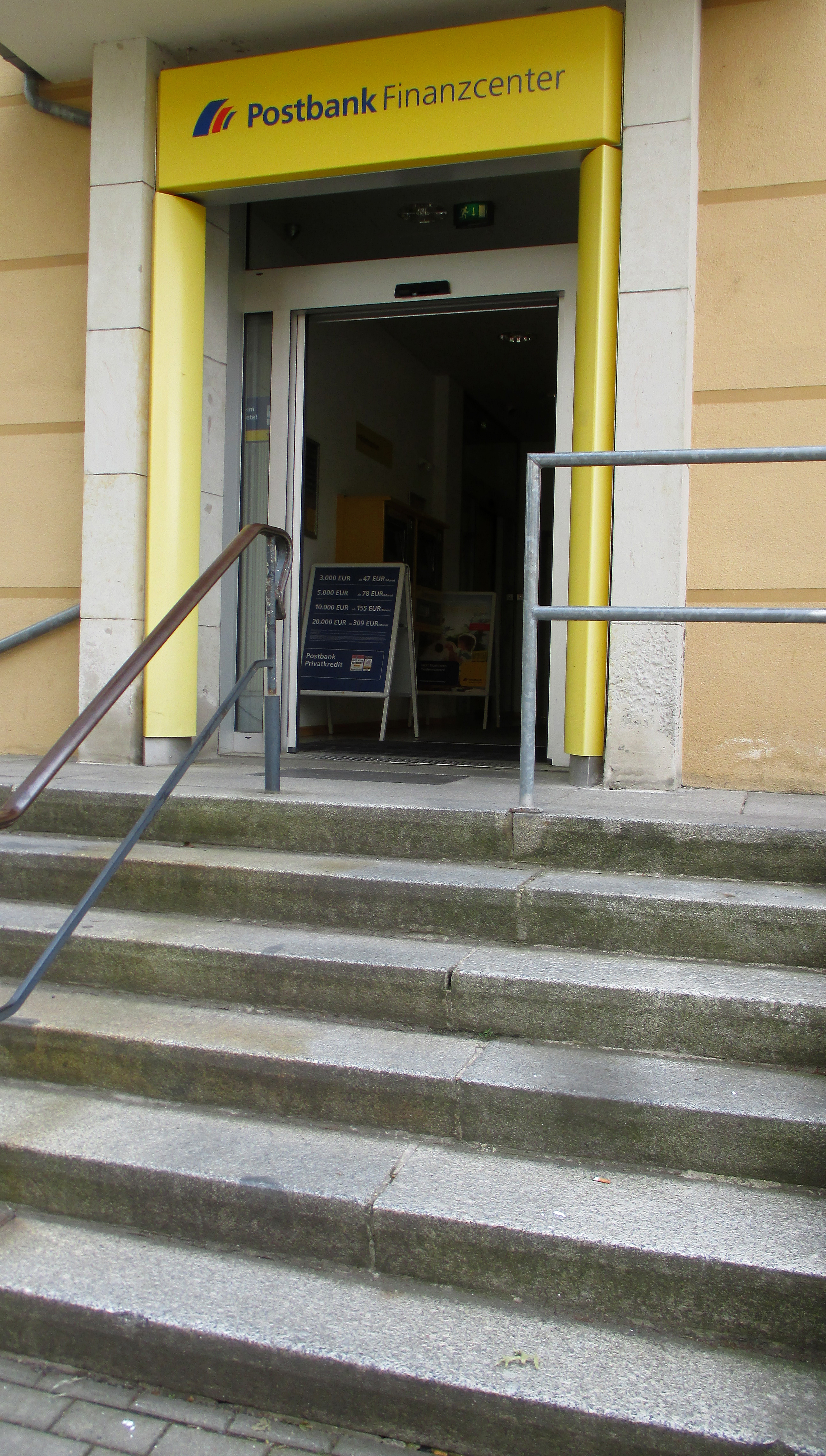
Postbank-Finanzcenter in Dresden-Striesen

Die Postbank beauftragte die US-amerikanische Investmentbank Morgan Stanley, einen Fusionspartner zu suchen. Im September 2008 wurde eine Übernahme durch die Deutsche Bank angekündigt, die der Offerte der spanischen Großbank Santander zuvorkam. In einem ersten Schritt wollte sich die Deutsche Bank mit 29,75 % an der größten deutschen Filialbank beteiligen. In den folgenden 12 bis 35 Monaten sollten weitere 20,25 % plus eine Aktie übernommen werden. Der Kauf der Postbank wurde mit mehr als 8 Mrd. Euro bewertet. Das positive Votum des Post-Aufsichtsrats wurde am 12. September 2008 bekanntgegeben.
Im Februar 2009 wurde der Übernahmeplan aufgrund der Finanzkrise geändert. Die Deutsche Bank übernahm nun in einem ersten Schritt 22,9 % der Aktien. Gleichzeitig wurden zwischen Deutscher Bank und Deutscher Post eine Pflichtumtauschanleihe, die nach drei Jahren in 27,4 % der Postbank-Aktien getauscht werden sollte, und Aktienkauf- und -verkaufsoptionen über weitere 12,1 % der Postbank-Aktien vereinbart.
Am 25. Februar 2009 gab die Deutsche Post bekannt, dass die erste Tranche (22,9 %) der Postbank-Aktien an die Deutsche Bank übertragen wurde. Mit zusätzlich am Aktienmarkt gekauften Papieren verfügte die Deutsche Bank zum 31. Dezember 2009 über 29,88 % der Postbank-Aktien. Im November 2010 erwarb die Deutsche Bank die Mehrheit der Anteile und baute diese kontinuierlich aus. Am 28. Februar 2012 teilte sie mit, mittlerweile den vollständigen Anteil der Deutschen Post von 39,5 % mittels Pflichtwandelanleihe und der Verkaufsoption der Deutschen Post übernommen und weitere Aktien am freien Markt aufgekauft zu haben, so dass sich der Anteil an der Postbank nun auf 93,7 % belief. Am 30. März 2012 wurde der Beschluss über den Abschluss eines Beherrschungs- und Gewinnabführungsvertrages zwischen der Deutschen Postbank AG als abhängigem Unternehmen und der DB Finanz-Holding GmbH als herrschendem Unternehmen bekanntgegeben, dem die obligatorische Zustimmung der Hauptversammlung der Deutschen Postbank AG am 5. Juni 2012 folgte.
Seit Anfang 2015 bestehende Überlegungen der Deutschen Bank, die Postbank wieder auszugliedern und in ein eigenständiges Unternehmen zu überführen, wurden durch den Beschluss des Aufsichtsrats der Deutschen Bank in einer Sondersitzung vom 24. April 2015 konkretisiert, die Postbank zu „entkonsolidieren“. Die genaue Art des Ausstiegs blieb dabei zunächst offen. Am 21. Dezember 2015 wurde das Delisting von der Frankfurter Wertpapierbörse und der Squeeze-out mit dem Eintrag ins Handelsregister abgeschlossen. 2016 sollte die Postbank entweder an die Börse gebracht oder an einen Investor verkauft werden, das Vorhaben wurde dann aber wegen der Umsetzungsregeln zu Basel III auf 2017 verschoben. Am 6. März 2017 verkündete Vorstandschef John Cryan jedoch, dass die Postbank mit dem Privat- und Firmenkundengeschäft der Deutschen Bank verschmolzen werden solle, was am 25. Mai 2018 vollzogen wurde.

#### Verschmelzung

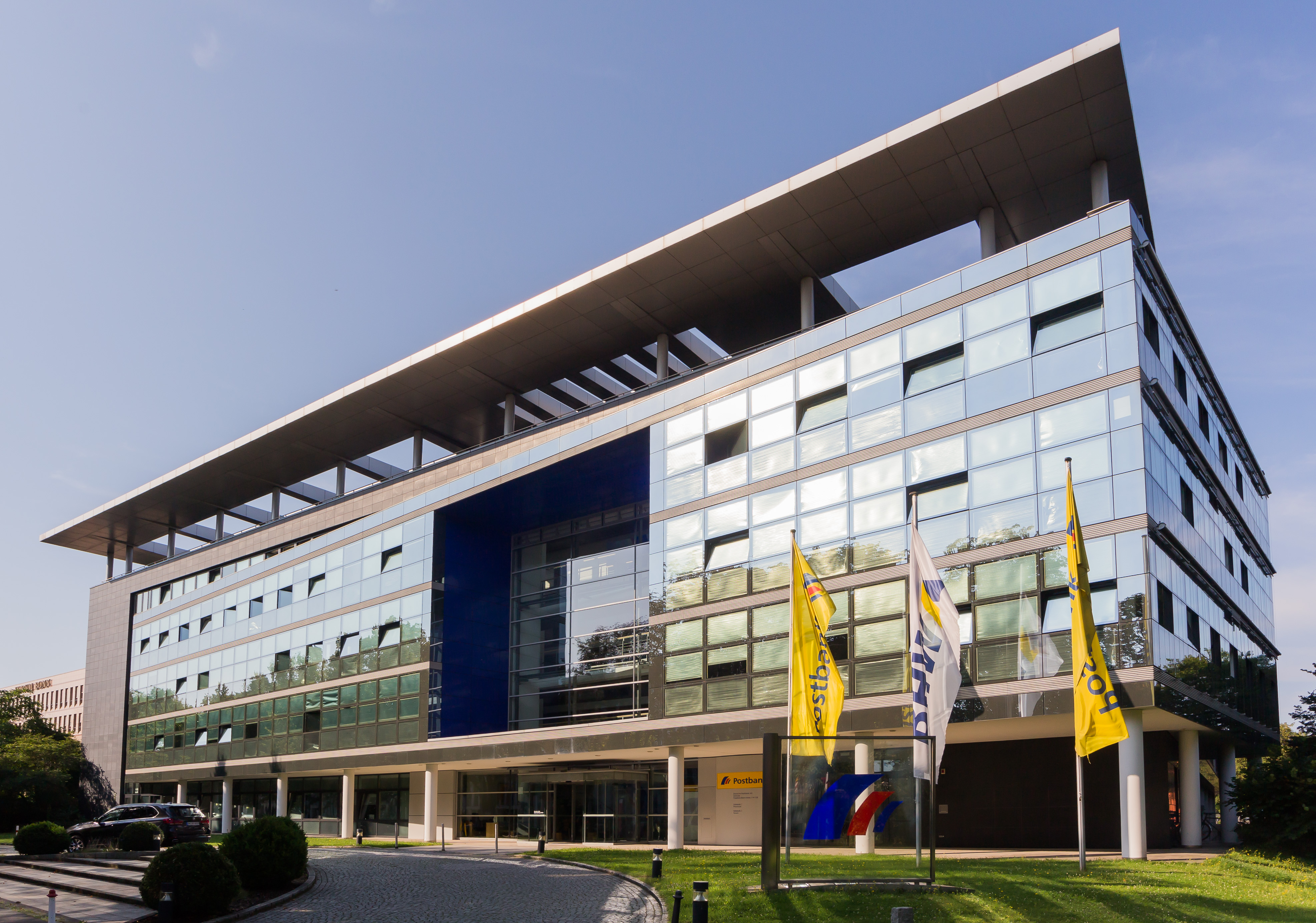
Ehemalige Zentrale Deutsche Postbank AG in Bonn, Friedrich-Ebert-Allee 114–126

Mit Wirkung zum 25. Mai 2018 wurde die Deutsche Postbank AG auf die das Filialgeschäft der Deutschen Bank betreibende Tochtergesellschaft Deutsche Bank Privat- und Geschäftskunden AG verschmolzen, die anschließend auf DB Privat- und Firmenkundenbank AG umfirmierte. Taggleich wurde die Postbank – eine Niederlassung der DB Privat- und Firmenkundenbank AG in das Handelsregister eingetragen, die die Marke Postbank fortführt.
Am 15. Mai 2020 wurde die DB Privat- und Firmenkundenbank AG ihrerseits auf die Deutsche Bank AG verschmolzen, die Postbank ist nun als Zweigniederlassung Postbank – eine Niederlassung der Deutsche Bank AG im Handelsregister eingetragen.
Am 9. November 2020 wurde der anstehende Verkauf der Postbank Systems AG mit rund 1500 Beschäftigten in Bonn und Hameln an den indischen IT-Dienstleister Tata Consultancy Services bekanntgegeben. Dieser Schritt erfolgte vor dem Hintergrund der geplanten Integration der Postbank-Computersysteme in die Deutsche Bank im Jahr 2021. Für 140 übergehende Beamte blieb die Deutsche Bank Aktiengesellschaft Dienstherr.

#### Ehemalige Vorstandsvorsitzende
Von 1990 bis 1997 war Günter Schneider Vorstandsvorsitzender (bis 1994 als Vorstand der Generaldirektion Postbank innerhalb der Bundespost, anschließend der Deutschen Postbank AG). Ihm folgte Dieter Boening als Vorstandsvorsitzender der Deutschen Postbank bis 1999 nach. Von 2000 bis 2007 war Wulf von Schimmelmann Vorstandsvorsitzender, im Sommer 2007 übernahm Wolfgang Klein das Amt. Vom 1. Juli 2009 bis zum 30. Juni 2012 saß Stefan Jütte dem Vorstand der Postbank vor. Am 1. Juli 2012 übernahm Frank Strauß den Vorstandsvorsitz der Deutschen Postbank AG, den er bis zum 24. Mai 2018 innehatte.

#### Kennzahlen
Mit einer Bilanzsumme von 147 Mrd. Euro war die Deutsche Postbank AG Ende 2016 die elftgrößte Bank in Deutschland.
Im Jahr 2007 nach Eingliederung der BHW hatte die Postbank über 21.000 Mitarbeiter plus 4.500 freie Handelsvertreter, die in der Postbank Finanzberatung AG mit Sitz in Hameln gebündelt waren.
|                       | 2003   | 2004   | 2005   | 2006   | 2007   | 2008   | 2009   | 2010   | 2011   | 2012   | 2013   | 2014   | 2015   | 2016   | 2017    |
| --------------------- | ------ | ------ | ------ | ------ | ------ | ------ | ------ | ------ | ------ | ------ | ------ | ------ | ------ | ------ | ------- |
| Bilanzsumme in Mrd. € | 132,61 | 128,25 | 140,28 | 184,88 | 202,91 | 231,21 | 226,60 | 214,68 | 191,94 | 193,82 | 161,51 | 155,45 | 150,60 | 147,20 | 145,345 |
| Mitarbeiter           | 8.697  | 9.613  | 9.235  | 21.696 | 21.474 | 21.130 | 20.860 | 20.361 | 19.799 | 22.343 | 22.071 | 18.931 | 14.760 | 18.112 | 17.441  |

Im Geschäftsjahr 2017 hatte die Postbank rund 13 Millionen Kunden, deutschlandweit betrieb sie 850 eigene Filialen und über 4300 Partnerfilialen sowie 700 Beratungscenter der Postbank Finanzberatung. Daneben waren 2500 mobile Berater im Einsatz.

## Produkte
Zu den Produkten der Postbank gehören Girokonten, Kreditkarten, Sparkonten, Wertpapierdepots, Kredite und Vermittlung von Versicherungen.

## Kooperationen
Vorläufer der Kooperationen im Inland war die Zusammenarbeit mit den Post-Spar- und Darlehnsvereinen (heute PSD Banken), die für Beschäftigte der Deutschen Bundespost die Finanzierung von Dispositionskrediten auf deren Postscheckkonten übernahm. Diese Kooperation wurde als Folge der Postreformen Mitte der 1990er Jahre eingestellt.
Die Postbank arbeitet weiterhin mit den Filialen der Deutschen Post zusammen, so dass dort Bareinzahlungen und Auszahlungen wie am Bankschalter vorgenommen werden können. In einigen Postfilialen unterhält die Postbank eigene oder freiberufliche Finanzberater. Im Zuge der zunehmenden Aufgabe eigener Filialen der Deutschen Post, die heute weitgehend über Agenturen ihre Dienste anbietet, werden auch viele Leistungen der Postbank in diesen Agenturen abgewickelt. Die größeren Filialen firmieren heute als Postbank Finanzcenter, in denen auch Leistungen der Deutschen Post angeboten werden.
Seit September 2007 fungiert die HUK-Coburg als Vertriebspartner der Postbank, nachdem zuvor Mitte 2007 das gesamte Versicherungsgeschäft der Postbank an die Talanx AG veräußert wurde. Ab Oktober 2007 startete der Absatz von Kraftfahrtversicherungen der HUK-Coburg in den Filialen der Postbank und im Internet. Seit 2008 vertreiben alle Vertriebskanäle der Postbank exklusiv Kraftfahrt-, Haftpflicht- und Sachversicherungen der HUK-Coburg. Umgekehrt bietet der Vertrieb der HUK-Coburg exklusiv Bankprodukte für Privatkunden der Postbank, zum Beispiel Girokonten, an.

## Rezeption
Einige Vorgänge um die Postbank stießen auf kritische öffentliche Reaktionen.

### Gebühren für Spareinlagen
Zum 1. Januar 2008 führte die Postbank eine neue Gebührenstruktur ein. Seitdem fielen für Sparkonten mit dreimonatiger Kündigungsfrist, die bis in die 1990er Jahre eröffnet wurden, monatliche Kontoführungsgebühren in Höhe von 1,00 Euro an und zwar bis zum vollständigen Verbrauch des Guthabens. Die Hürden zur Vermeidung dieser Kosten waren nicht sehr hoch: entweder ein Guthaben über 60 Euro, mindestens eine Ein- oder Auszahlung in den letzten drei Jahren, oder der Kontoinhaber ist minderjährig. Die Einführung dieser neuen Bedingungen blieb vielen Kunden verborgen. Die entsprechende Information erfolgte kurz vor Jahresende 2007 in einem Schreiben, das sehr leicht mit Werbung zu verwechseln war. Der Hinweis auf die Änderung der Gebührenstruktur wurde im Text versteckt. Seit 2013 wird diese Gebühr nicht mehr erhoben.

### DAX-Sparbuch
Das Produkt DAX-Sparbuch erhielt massive Kritik von Verbraucherschützern, da es nicht die Rendite erwirtschaftete, die die Werbung suggerierte. So sollte der Anleger mit dem DAX-Sparbuch zusätzlich zu einem Basiszins die Hälfte des Anstiegs des Börsenindizes DAX erhalten. Erst bei genauerem Hinsehen bzw. nach Gutschrift der Zinsen ergab sich, was dies bedeutete, nämlich dass bei einem angenommen linearen DAX-Anstieg von 12 % im Jahr (also etwa 1 % pro Monat) der Anleger nicht etwa 6 % p. a., sondern lediglich 0,5 % p. a. zusätzlich erhielt. Dies lag daran, dass die Berechnung des DAX-Bonus monatlich erfolgte. Der Anstieg des DAX um 1 % in einem Monat führte somit nicht zu einem Bonus von 0,5 % pro Monat, sondern nur 0,5 % p. a., was etwa 0,042 % pro Monat entsprach. Das Produkt wird seit Januar 2010 nicht mehr angeboten. Bestehende DAX-Sparbücher führt die Postbank allerdings weiter. Die Konditionen wurden geändert: Es wird ein Zehntel des monatlichen DAX-Anstiegs, höchstens aber 3 % berücksichtigt und jeden Monat gutgeschrieben.

### Missbrauch von Kundendaten
Im Mai 2010 wurde die Postbank zu einer Strafe in Höhe von 120.000 Euro verurteilt, weil sie freiberuflichen Mitarbeitern ihrer Vertriebstochter bis Herbst 2009 Zugriff auf die Kontobewegungen ihrer Kunden gegeben hatte. Die freiberuflichen Mitarbeiter sollten die Kontodaten auswerten, um damit den Kunden maßgeschneiderte Produkte anbieten zu können. Nachdem die Stiftung Warentest dies im Oktober 2009 bemängelt hatte, sperrte die Postbank den Zugriff für die rund 4000 Außendienstmitarbeiter.

### Fehlberatung von Kunden
Der Postbank wurde vorgeworfen, jahrelang ihren Kunden riskante und für diese ungeeignete Fondsbeteiligungen vermittelt zu haben. Viele Anleger haben deshalb geklagt. ZDFzoom recherchierte zur Postbank und sendete am 2. Oktober 2013 die Dokumentation Die Falschberater. Älteren Kunden, die ausdrücklich eine sichere Anlage wünschten, wurden stattdessen hochriskante Produkte verkauft. Um sich abzusichern, ließen sich die Berater die Beratungsprotokolle blanko unterschreiben. Anschließend wurde dann eingetragen, dass der Kunde ein spekulativer Anleger sei und über alle Risiken aufgeklärt wurde.

### Gebühreneinführung 2016 entgegen Vertragsvereinbarungen
Per Dialogpost datiert vom 19. August 2016 informierte die Postbank über neue allgemeine Kontoführungsentgelte zum 1. November 2016. Diese vom Geld- oder Gehaltseingang nun unabhängigen Grundentgelte sollten auch für Girokonten-Modelle gelten, denen bei Vertragsabschluss „auf ewig“ und „dauerhaft und bedingungslos“ Entgeltfreiheit als „Besondere Merkmale“ des Girokontovertrags zugesichert wurden. Die Verbraucherzentrale Hamburg intervenierte und mahnte die Postbank erfolgreich wegen Vertragsbruchs ab.

### Massive Probleme IT und Kundenservice 2023
Im Rahmen der IT-Migration seit 2020 wurden schrittweise zwölf Millionen Kunden der Postbank mit sieben Millionen Deutsche-Bank-Kunden in Deutschland auf dem alten Kernbankensystem der Deutschen Bank zusammengeführt. 2023 und auch noch 2024 häuften sich die Beschwerden von Postbank-Kunden.
Im Zeitraum Januar bis September 2023 wurden laut Bundesverband der Verbraucherzentralen (VZBV) 1700 Beschwerden von Kunden gezählt. Das waren demnach zwischen Januar und September fast dreimal so viele wie im gesamten Vorjahr 2022. Konkret wurden schlechte Erreichbarkeit und viele Serviceprobleme gemeldet. Verbraucher berichteten, dass sie widersprüchliche Aussagen von Beschäftigten im Kundendienst bekamen.
Gesperrte Konten, nicht ausgeführte Mietüberweisungen oder verzögerte Anschlussfinanzierungen (auch über die DSL Bank) führten zu schwerwiegenden Folgen für Kunden; die Hilfe bei ihren Problemen durch die Postbank verlief unbefriedigend.
Ende 2023 gab es die Möglichkeit, Anträge auf Schadenersatz zu stellen.
Die Probleme beschäftigten auch die Finanzaufsicht Bafin, die aus diesem Grund einen Sonderbeauftragten für die Marken der Deutschen Bank bestellte.

## Business Identifier Code und Bankleitzahlen
| BIC            | BLZ        | Ort                   | Letzte drei Kto.nr.stellen | Bemerkung          |
| -------------- | ---------- | --------------------- | -------------------------- | ------------------ |
| PBNK DE FF 380 | 380 100 53 | Bonn                  |                            | Zentrale           |
| PBNK DE FF 100 | 100 100 10 | Berlin                | 100–119                    |                    |
| PBNK DE FF 200 | 200 100 20 | Hamburg               | 200–209                    | nur Girokonten     |
| PBNK DE FF 201 | 201 100 22 | Hamburg               |                            | nur Sparkonten     |
| PBNK DE FF 250 | 250 100 30 | Hannover              | 300–309                    |                    |
| PBNK DE FF 360 | 360 100 43 | Essen                 | 430–439                    |                    |
| PBNK DE FF 370 | 370 100 50 | Köln                  | 500–509                    |                    |
| PBNK DE FF     | 370 110 00 | Köln                  |                            | Wertpapiergeschäft |
| PBNK DE FF 440 | 440 100 46 | Dortmund              | 460–469                    |                    |
| PBNK DE FF 500 | 500 100 60 | Frankfurt am Main     | 600–609                    |                    |
| PBNK DE FF 545 | 545 100 67 | Ludwigshafen am Rhein | 670–679                    |                    |
| PBNK DE FF 590 | 590 100 66 | Saarbrücken           | 660–669                    | Tagesgeldkonten    |
| PBNK DE FF 600 | 600 100 70 | Stuttgart             | 700–709                    |                    |
| PBNK DE FF 660 | 660 100 75 | Karlsruhe             | 750–759                    |                    |
| PBNK DE FF 700 | 700 100 80 | München               | 800–809                    | nur Girokonten     |
| PBNK DE FF 701 | 701 100 88 | München               |                            | nur Sparkonten     |
| PBNK DE FF 760 | 760 100 85 | Nürnberg              | 850–859                    |                    |
| PBNK DE FF 860 | 860 100 90 | Leipzig               | 900–909                    |                    |

Der ausschließlich verwendete Business Identifier Code (BIC) lautet PBNK DE FF.
Insgesamt ist die Postbank in 14 Niederlassungen aufgeteilt. Die Deutsche Bundesbank hat für die auf den Bankplatz folgenden Stellen der Bankleitzahl die Ziffern 100 für die Postbank reserviert. Die letzten beiden Ziffern der Bankleitzahl werden aus den ersten beiden Stellen der alten vierstelligen Postleitzahlen des jeweiligen Ortes gebildet.
Seit 2012 bestehen nur noch zwei kontoführende Niederlassungen der Postbank:
- Hamburg für Hamburg Giro und Spar, Dortmund, Essen, Frankfurt, Hannover, Köln, Ludwigshafen, Saarbrücken und
- München für München Giro und Spar, Berlin, Karlsruhe, Leipzig, Nürnberg und Stuttgart.

Die drittletzte und vorletzte Stelle der Kontonummer identifiziert die früher zuständige Niederlassung. Im Girobereich stimmen sie mit den beiden letzten Ziffern der Bankleitzahl überein. Die letzte Stelle ist eine Redundanzziffer, die Berechnung ist unter Kennzeichen 24 bei der Deutschen Bundesbank hinterlegt.
Die Bankleitzahlen von 590 100 11 bis 590 100 74 werden für Postbank ZV Collect genutzt. Hierbei erhalten Postbank-Firmenkunden eine dieser Bankleitzahlen als persönliche Bankleitzahl, unter der sie bis zu zehn Milliarden virtuelle Konten anlegen und verwalten können, um so ihr Debitorenmanagement zu vereinfachen.

## Sponsoring
In den Saisons 2001/02 und 2002/03 war die Postbank Sponsor des Eishockeyvereins Frankfurt Lions. Die Deutsche Bank war mit ihrer Marke „Postbank“ seit dem 1. Juli 2009 Trikotsponsor des Fußball-Bundesligisten Borussia Mönchengladbach. Das Engagement der Postbank wurde mehrfach verlängert und endete mit der Saison 2019/20.